# Thais (amerikansk film fra 1917)
Thais er en amerikansk stumfilm fra 1917 af Hugo Ballin og Frank Hall Crane.

## Medvirkende
- Mary Garden som Thais
- Hamilton Revelle som Paphnutius
- Crauford Kent som Lollius
- Lionel Adams som Cynius
- Alice Chapin